# Ceratomyxa chromis
Ceratomyxa chromis is een microscopische parasiet uit de familie Ceratomyxidae. Ceratomyxa chromis werd in 1989 beschreven door Lubat, Radujkovic, Marques & Bouix. 